# Гуляй-Поле (Омская область)
Гуляй-Поле — деревня в Крутинском районе Омской области, входит в состав Зиминского сельского поселения.

## Физико-географическая характеристика
Находится в 46 км от районного центра Крутинки, и 207 км от Омска.
Часовой пояс
Деревня Гуляй-Поле, как и вся Омская область, находится в часовой зоне МСК+3. Смещение применяемого времени относительно UTC составляет +6:00.

## Население
| 2010 |
| ---- |
| 157  |